# Општина Добрешти (Долж)
Добрешти (рум. Dobreşti) општина је у Румунији у округу Долж.
Oпштина се налази на надморској висини од 93 m.